# Op zoek naar Candra Kirana
Op zoek naar Cnadra Kirana is een volksverhaal uit Indonesië.

## Het verhaal
Nyi Darti is een oude vrouw in Dadapan, ze is weduwe en heeft op een dag opeens een aangenomen zoon die eruitziet als een god. De man heet Ande-Ande Lumut en is zeer geliefd bij de dames. Ze denken dat het een koningszoon is die op zoek is naar een vrouw. Ande-Ande Lumut is in werkelijkheid prins Inu Kerpati, zoon van de koning van Kahuripan. Hij is verloofd met prinses Candra Kirana van Daha. Een paar dagen voor het huwelijk trok er een storm over het land. Bomen, huizen, vee en mensen werden meegesleurd en ook de mooie prinses wordt vermist. De prins ging bidden in het bos en hoorde een stem, die hem opdroeg naar het dorp te gaan.
Klenting Kuning
Vlak bij Dadapan ligt Karag Wulusan, er ligt een rivier tussen de dorpen. In Karang Wulusan woonde de rijke weduwe Menah met haar zes dochters. De meisjes heten Klenting Merah, Klenting Hijau, Klenting Biru, Klenting Ungu, Klenting Kelabu en Klenting Hitam. Ze staan bekend als hooghartige schoonheden en ze willen niks weten van arme mannen. Op een dag komt een meisje aan hun deur en vraagt eten en drinken. Mevrouw Menah noemt haar Klenting Kuning en vertelt haar dochters dat ze nu een nieuwe zus hebben. De dochters behandelen het meisje als een slavin. Klenting Kuning klaagt echter nooit en heeft altijd een lieve glimlach op haar gezicht. Op een dag gaan de dochters naar Dadapan en mevrouw Menah moet hun taken overnemen. Ze vraagt of Klenting Kuning haar wil helpen. Klenting Kuning stemt toe en vertelt niet dat ze op andere dagen al het werk alleen moet doen.
Klenting Kuning hoort haar zussen spreken over Ande-Ande Lumut en vraagt zich af wat er zo bijzonder is aan deze man. Mevrouw Menah wil Ande-Ande Lumut graag als schoonzoon, maar de meisjes komen zonder hem terug. Ze vertellen dat het vloed was toen ze bij de rivier kwamen. De brug was kapot en ze wisten niet hoe ze aan de overkant moesten komen. Toen kwam de reuzenkrab Yaya Kangkang en bood hun aan om hen naar de overkant te brengen, in ruil voor een zoen. Ande-Ande Lumut wilde de meisjes echter niet ontvangen, omdat ze geen eigenwaarde hadden. Via mevrouw Darti laat hij de meisjes weten dat de reuzenkrab eigenlijk de reus Kala Kelana was in vermomming. De meisjes beginnen te huilen en hun moeder huilt mee, vooral omdat haar dochters zijn gekust door een valse reus.
De volgende dag stuurt mevrouw Menah haar aangenomen dochter naar Dadapan. Ze moet vertellen dat haar zussen nog rein zijn, ze zijn gekust buiten hun schuld. Vlak bij de rivier rolt ze kippenpoep in een bananenblad en neemt dit mee. Het is weer vloed en Klenting Kuning ziet hoe veel mensen zich laten overbrengen door Yuyu Kangkang. Klenting Kuning glimlacht als ze de reuzenkrab ziet en hoort dat ze voor een kus naar de overkant wordt gebracht. Ze gaat op zijn rug zitten en wrijft haar gezicht in met de kippenpoep. Aan de overkant wil de reuzenkrab haar kussen, maar het meisje stinkt en de krab loopt walgend achteruit. Klenting Kuning gooit het pakketje met de kippenpoep achter de krab aan en het beest verandert in de reus. Klenting Kuning pakt dan een steen om mee te gooien, maar de reus vraagt vergiffenis en verdwijnt achter de wolken.
Klenting Kuning wast zich in de rivier en als ze schoon is, zet ze haar tocht voort. Bij het huisje van mevrouw Darti zijn veel mensen, ze dingen om de hand van Ande-Ande Lumut. De prins komt plotseling naar buiten en zoekt zijn verloofde en ziet Klenting Kuning, waarna hij het huisje weer binnen gaat. In zijn prinselijke kleding komt hij opnieuw buiten en vertelt mevrouw Darti dat prinses Candra Kirana eindelijk gevonden is. Als Klenting Kuning haar ware naam hoort, krijgt ze haar geheugen terug. Ze herinnert zich de storm en rent haar verloofde tegemoet. Samen gaan ze naar het koninkrijk Kahuripan om de bruiloft voor te bereiden. Mevrouw Darti, mevrouw Menah en al haar dochters worden uitgenodigd.

## Achtergronden
- Het verhaal komt van Oost-Java.
- Zie ook De gouden zeeslak.
- Het verhaal heeft overeenkomsten met Assepoester.